# Charles West
Charles West (Pittsburgh, 30 de novembro de 1885 – Los Angeles, 10 de outubro de 1943) foi um ator norte-americano da era do cinema mudo. Ele apareceu em mais de 300 filmes entre 1908 e 1937.

## Biografia
Seu primeiro filme foi a comédia curta-metragem The Christmas Burglars, em 1908, pela American Mutoscope & Biograph, ao lado de Florence Lawrence. Atuou em diversos filmes para a Biograph Company, muitos deles dirigidos por D. W. Griffith, tais como The Burglar's Dilemma (1912), A Girl's Stratagem (1913), A Modest Hero (1913), entre outros.
Seu último papel foi uma pequena ponta, sem crédito, no filme The Grapes of Wrath, em 1940.
Faleceu a 10 de outubro de 1943, aos 57 anos, em Los Angeles.

## Filmografia selecionada
- 1908 The Christmas Burglars
- 1909 The Fascinating Mrs. Francis
- 1910 The Two Brothers
- 1910 A Romance of the Western Hills
- 1910 A Flash of Light
- 1910 The Fugitive
- 1910 In the Border States
- 1911 What Shall We Do with Our Old?
- 1911 The Broken Cross
- 1911 How She Triumphed
- 1911 The Country Lovers
- 1911 The New Dress
- 1911 Enoch Arden
- 1911 The Lonedale Operator
- 1911 The Indian Brothers
- 1911 The Last Drop of Water
- 1911 Out from the Shadow
- 1911 The Blind Princess and the Poet
- 1911 The Long Road
- 1911 Love in the Hills
- 1911 The Battle
- 1911 Through Darkened Vales
- 1912 The Old Bookkeeper
- 1912 For His Son
- 1912 Under Burning Skies
- 1912 A String of Pearls
- 1912 The Goddess of Sagebrush Gulch
- 1912 One Is Business, the Other Crime
- 1912 The Lesser Evil
- 1912 An Outcast Among Outcasts
- 1912 A Temporary Truce
- 1912 The Spirit Awakened
- 1912 The Inner Circle
- 1912 With the Enemy's Help
- 1912 Blind Love
- 1912 The Chief's Blanket
- 1912 A Sailor's Heart
- 1912 My Hero
- 1912 The Burglar's Dilemma
- 1913 The Wrong Bottle
- 1913 A Girl's Stratagem
- 1913 The Hero of Little Italy
- 1913 The Stolen Bride
- 1913 A Frightful Blunder
- 1913 The Left-Handed Man
- 1913 The Wanderer
- 1913 Just Gold
- 1913 Red Hicks Defies the World
- 1913 The Switch Tower
- 1913 The Mothering Heart
- 1913 In Diplomatic Circles
- 1913 A Gamble with Death
- 1913 A Gambler's Honor
- 1913 The Vengeance of Galora
- 1913 When Love Forgives
- 1913 Under the Shadow of the Law
- 1913 I Was Meant for You
- 1913 A Modest Hero
- 1913 A Tender-Hearted Crook
- 1913 The Stopped Clock
- 1913 The Detective's Stratagem
- 1913 All for Science
- 1914 Lord Chumley
- 1915 The Heart of a Bandit
- 1915 His Desperate Deed
- 1915 The Battle of Frenchman's Run
- 1915 The Love Transcendent
- 1915 The Sheriff's Dilemma
- 1915 The Miser's Legacy
- 1915 The Gambler's I.O.U.
- 1915 A Double Winning
- 1915 A Day's Adventure
- 1915 Truth Stranger Than Fiction
- 1915 Her Dormant Love
- 1915 The Burned Hand
- 1915 The Woman from Warren's
- 1915 Her Convert
- 1915 Little Marie
- 1915 Old Offenders
- 1916 The Wood Nymph
- 1916 The Heart of Nora Flynn
- 1916 The Dream Girl
- 1918 Revenge
- 1918 Wife or Country'
- 1923 The Eternal Three
- 1923 Held to Answer
- 1925 The Road to Yesterday
- 1926 The Skyrocket
- 1926 Snowed In (seriado)
- 1926 The House Without a Key (seriado)
- 1940 The Grapes of Wrath (não creditado)